# I Governo Regional da Madeira
O I Governo Regional da Madeira foi formado com base nas eleições legislativas regionais de 27 de junho de 1976, em que o Partido Social Democrata (PPD/PSD) venceu com maioria absoluta. A tomada de posse ocorreu no dia 1 de outubro de 1976.

## Composição
Os membros do I Governo Regional da Madeira eram:
| Retrato | Cargo                                                                 | Detentor                               | Partido | Partido | Período                                    |
| ------- | --------------------------------------------------------------------- | -------------------------------------- | ------- | ------- | ------------------------------------------ |
|         | Presidente do Governo Regional                                        | Jaime Ornelas Camacho                  |         | PPD/PSD | 1 de outubro de 1976 a 16 de março de 1978 |
|         | Secretário Regional do Planeamento, Finanças e Comércio               | José António Camacho                   |         | PPD/PSD | 1 de outubro de 1976 a 16 de março de 1978 |
|         | Secretário Regional do Equipamento Social, Transportes e Comunicações | Gonçalo Nuno Araújo                    |         | PPD/PSD | 1 de outubro de 1976 a 16 de março de 1978 |
|         | Secretário Regional dos Assuntos Sociais e Saúde                      | Jorge Nélio Praxedes Ferraz Mendonça   |         | PPD/PSD | 1 de outubro de 1976 a 16 de março de 1978 |
|         | Secretário Regional da Agricultura, Indústria e Pescas                | Manuel Gonçalves de Sousa Alegria      |         | PPD/PSD | 1 de outubro de 1976 a 16 de março de 1978 |
|         | Secretário Regional do Trabalho                                       | Manuel Jorge Bazenga Marques           |         | PPD/PSD | 1 de outubro de 1976 a 16 de março de 1978 |
|         | Secretária Regional da Educação e Cultura                             | Maria Margarida Tavares Neves da Costa |         | PPD/PSD | 1 de outubro de 1976 a 16 de março de 1978 |